# Roger Ascham
Roger Ascham, né à Kirby Wiske (Yorkshire) en 1515 et mort à Londres le 23 décembre 1568, est un pédagogue anglais.

## Biographie
D’abord élève puis professeur de grec à l’Université de Cambridge, il devient précepteur d’Élisabeth, fille de Henri VIII, et secrétaire latin d’Édouard VI d'Angleterre, de la reine Marie et d’Élisabeth Ire.

## Œuvres
Renommé pour l'élégance de son style latin, on lui doit : 
- Épîtres
- Poésies latines
- Le Maître d'école (the Schoolmaster)
- Rapport et discours sur les affaires d'état d'Allemagne et la cour de l'empereur Charles (1550-1552)
- Toxophilus, 1545
- 1767 - The English works of Roger Ascham. Preceptor to queen Elizabeth. Contains: The life of Roger Ascham; A report of the affairs of Germany, and the Emperor Charles's court; Toxophilus, or the school of shooting; The schoolmaster, or perfect way of bringing up youth, illustrated by the late learned Mr. Upton; Letters to Queen Elizabeth and others, now first published from the manuscripts

Toutes ses œuvres ont été publiées en 1761 en in-4° puis en in-8° en 1815.